# Ciklitolok

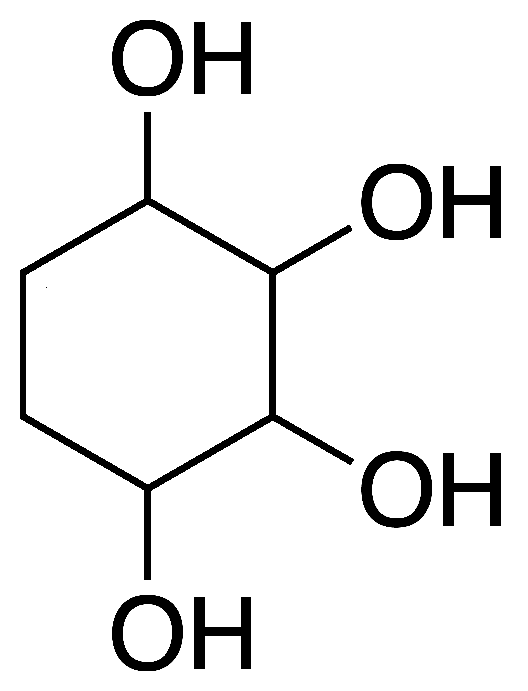
1,2,3,4-ciklohexéntetrol (n=6, x=4), egy ciklitol. Valójában ezzel a szerkezettel 10 izomer létezik

A ciklitolok (más néven ciklitek) olyan szerves vegyületek, amelyekben egy cikloalkángyűrű legalább három szénatomjához egy-egy hidroxilcsoport kapcsolódik. A nem szubsztituált ciklitolok általános képlete CnH2n-x(OH)x vagy CnH2nOx, ahol 3 ≤ x ≤ n.

## Izoméria és nevezéktan
Az ugyanakkora tagszámú és ugyanannyi hidroxilcsoportot tartalmazó nem szubsztituált ciklitoloknak több szerkezeti izomerje is lehet, például a ciklohexántriol esetén három különböző (1,2,3-, 1,2,4- és 1,3,5-) izomer létezik.
Az egyes szénatomokhoz kapcsolódó hidrogén és hidroxilcsoport a gyűrű síkjához képest kétféle helyzetben helyezkedhet el, így minden egyes szerkezeti izomernek több sztereoizomerje is lehet. Az 1,2,3,4,5,6-ciklohexánhexolnak (inozitol) kilenc sztereoizomerje van, ezek közül kettő egymásnak enantiomerje. A ciklitolok sztereoizomerjeinek elnevezésére a IUPAC külön nómenklatúrát alkotott.

## Természetben előfordulú ciklitolok

### Nem szubsztituált
- inozitol, ciklohexán-1,2,3,4,5,6-hexol, négy izomer a lehetséges kilencből

### Szubsztituált
- kínasav, (1S,3R,4S,5R)-1,3,4,5-tetrahidroxociklohexánkarbonsav
- sikimisav, (3R,4S,5R)-3,4,5-trihidroxiciclohex-1-én-1-karonsav

## Analitikai eljárások
Posternak és munkatársai 1955-ben írták le a ciklitolok különböző oldószerekkel történő papírkromatográfiás elválasztását, valamint a kromatogramenok előhívásának három módját.

## Fordítás
- Ez a szócikk részben vagy egészben  a   Cyclitol című angol Wikipédia-szócikk ezen változatának fordításán alapul.  Az eredeti cikk szerkesztőit annak laptörténete sorolja fel. Ez a jelzés csupán a megfogalmazás eredetét és a szerzői jogokat jelzi, nem szolgál a cikkben szereplő információk forrásmegjelöléseként.